# Strada statale 2 (Repubblica Ceca)
La strada statale 2 (nota anche come strada di I. classe 2, sigla I/2, in ceco Silnice I. třídy 2 o Silnice I/2) è una strada statale ceca che attraversa il Paese da Pardubice a Praga.

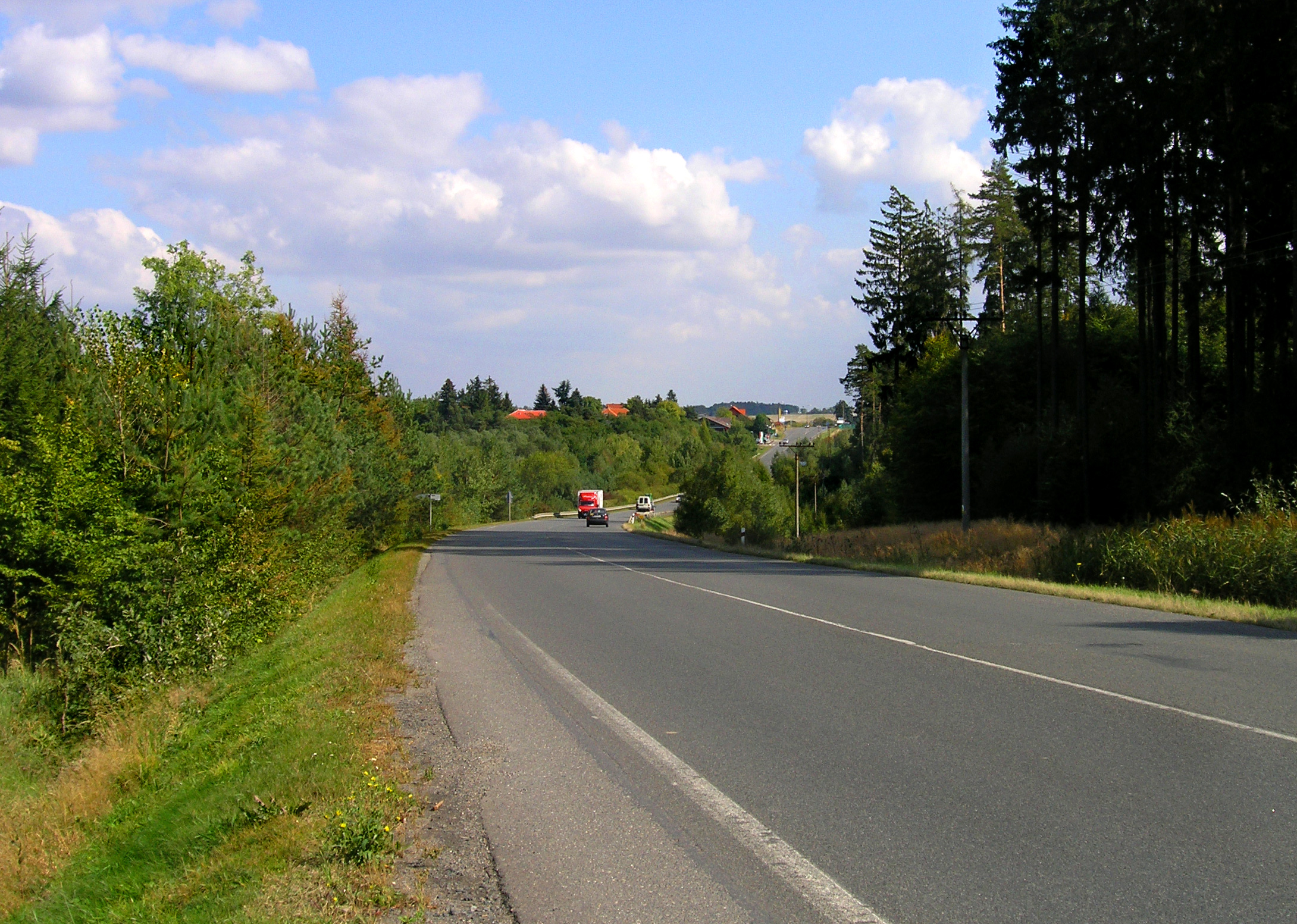
La strada statale 2 nei pressi di Kostelec nad Černými lesy.